# Борани (етнос)
Борани (грец. Βορανοί) — етнонім, відомий з пізньоантичних джерел, у яких повідомлялося, що борани разом з іншими варварами робили напади на імперські провінції у Подунав'ї, а згодом, примусивши правителів Боспору надати флот, організували морський набіг на Пітіунт та Трапезунд, захопивши велику здобич.
Певний час превалювала думка щодо германської (готської) приналежності боранів. Наразі переважає думка щодо їхньої іранської (аланської) належності.
Ймовірно, що борани належали до тієї хвилі аланів, яка докорінно змінила етнополітичну ситуацію у Північному Причорномор'ї у 236—239 рр., (мешкали в Північному Причорномор'ї) розселилися чи то у Тавриці, чи у степах на захід від Дніпра, й провівши декілька вдалих нападів на імперію (суходолом — 254 р., морські 256 та 257 рр.), згодом були інкорпоровані до одного з гото-аланських об'єднань.

## Етимологія
Назва етносу походить від грец. Βορανοί < алан. *bor(a) — укр. "жовтий, гнідий".

## Борани в джерелах
1. Зосима. Нова історія. І.
«27. При такому стані справ … знову готи, борани, уругунди і карпи стали спустошувати європейські міста, підпорядковуючи собі все, що залишилося від колишніх розгромів …
31. Тим часом борани, готи, карпи та уругунди (племена, що живуть по Істру), не залишили неспустошеною жодної частини Італії і Ілліріди, все захоплюючи без будь-якої протидії. Борани спробували навіть переправитися до Азії й легко влаштували це за посередництва мешканців Боспору, (які) швидше зі страху, ніж з прихильності дали їм суда і показали шлях при переправі… боячись за себе, вони надали скіфам прохід через Боспор в Азію, переправивши їх на власних судах, які вони взяли назад, і повернулися додому. 
32. Коли скіфи стали спустошувати все, що було на шляху, жителі узбережжя Понта віддалилися в глиб країни і в кращі укріплення, а варвари насамперед напали на Пітіунт, оточений великими мурами… Коли Сукессіан, що стояв на чолі місцевого гарнізону, виступив з наявними там силами і прогнав варварів, то скіфи, побоюючись, щоб гарнізони інших укріплень, дізнавшись про це й з'єднавшись з пітіунтскім загоном, не знищили їх остаточно, захопили які могли суда і повернулися додому, втративши під Пітіунтом багатьох зі своїх… коли Валеріан відкликав Сукессіана… скіфи знову взяли у боспорців суда й переправилися в Азію. (3) Утримавши суда і не дозволивши боспорцям, як раніше, повернутися з ними додому, вони пристали поблизу Фасісу, де, як кажуть, було побудовано святилище фасіанської Артеміди і палац Еета. Зробивши безуспішну спробу взяти святилище, вони пішли прямо на Пітіунт. 
33. Без найменшого ускладнення взявши це укріплення і вирізавши наявний в ньому гарнізон, вони рушили далі. Роздобувши велику кількість судів й використовуючи полонених, що вміли гребти, вони … підступили з моря до Трапезунта, великого та багатолюдного міста, яке мало, крім місцевих солдатів, десять тисяч інших. (2) Почавши облогу, вони … приставили до мурів в доступному місці заздалегідь приготовлені для цього колоди й, невеликими загонами піднявшись по них уночі, взяли місто; одні з солдатів, уражені раптовим і несподіваним нападом, втекли з міста через інші ворота, а інші були перебиті ворогами. (3) Взявши місто таким чином, варвари оволоділи безліччю скарбів й полонених; бо майже всі навколишні мешканці зібралися в це місто, як в безпечний притулок. Винищивши храми та житла і взагалі все… а потім спустошивши і всю його область, варвари повернулися на батьківщину з величезною кількістю кораблів.»
2. Святитель Григорій Чудотворець, єпископ Неокесарійський. Канонічне послання.
«6. Інші ж зваблюють себе, утримуючи знайдену чужу власність, замість своєї втраченої. Таким чином, оскільки воради і готфи чинили з ними ворожо, то й вони для інших стали ворадами та готфами…»
3. Ім'я Борена в середньовічних грузинських хроніках.
Борена — сестра царя овсів Дорголела, друга жінка грузинського царя Баґрата IV (1027—1072).
«Трохи згодом померла цариця Олена в Кутаїсі, і одружився цар Баґрат на царівні Борені, сестрі Дорголела, дочці овського царя.»

## Додатково
- БОРАНИ [Архівовано 8 травня 2016 у Wayback Machine.] // Енциклопедія історії України : у 10 т. / редкол.: В. А. Смолій (голова) та ін. ; Інститут історії України НАН України. — К. : Наукова думка, 2003. — Т. 1 : А — В. — С. 341. — ISBN 966-00-0734-5.